# 関口晴雄
関口 晴雄（せきぐち はるお、1976年2月7日 - ）は、日本の俳優。東京都出身。

## 人物
- 劇団俳優座　1998年　入団
- 趣味・特技　散歩/旅行/乗馬/殺陣

## 出演作品

### 俳優座公演
- 2018年「春、忍び難きを」（地方）演出：眞鍋卓嗣 NEW!
- 2015、2017年「春、忍び難きを」（地方）
- 2014年 朗読「戦争とは…2014」（俳優座稽古場）
- 2014年「七人の墓友」（紀伊国屋ホール）演出：佐藤徹也
- 2014年「東海道四谷怪談」（俳優座劇場）演出：安川修一
- 2013年 朗読「戦争とは…2013」（俳優座稽古場）
- 2011年「制服」（俳優座稽古場）演出：眞鍋卓嗣
- 2011年「リア王」（俳優座劇場）演出：安川修一
- 2009年「春、忍び難きを」（地方）演出：佐藤信
- 2009年「蟹工船」（俳優座劇場）演出：安川修一
- 2009年「夏光線」（俳優座稽古場）
- 2008年「颶風のあと」（俳優座稽古場）
- 2005年「きょうの雨　あしたの風」（地方）
- 2005年「春、忍び難きを」（俳優座劇場）
- 2005年「三文オペラ」（紀伊國屋サザンシアター）
- 2005年「次郎長が行く」（三越劇場）
- 2004年「タルチュフ」（俳優座劇場）
- 2003年「恋のから騒ぎ」
- 2002年～再演「きょうの雨 あしたの風」
- 2001年「日々の敵」
- 2001年「阿修羅の妻」
- 2000年「黄金色の夕暮」作：山田太一
- 1999年「伊能忠敬物語」
- 1999年「かもめ」
- 俳優座研究生公演「あっぱれクライトン」
- 俳優座研究生公演「千鳥」

### 外部出演
- 2018年「未明かばんを閉じた」（らまのだ）
- 2016年 音楽劇「金色のコルダ Blue♪Sky Second Stage」(全労災ホール・スペースゼロ)
- 2013年「スクルージ」（座･高円寺）作・演出：瓜生恭子
- 2012年「月島家の人々」（銀座みゆき館）作・演出：是枝正彦
- 2012年「ミント+」（イワト劇場）作：飯田ゆかり、演出：大杉良
- 2012年「お気に召すまま」（川崎アートセンターアルテリオ小劇場）
- 2011年「吉良きらきら」（深川江戸資料館）演出：福沢良一
- 2011年「紲 庵治石の声」（ザムザ阿佐ヶ谷）作・演出：なすび
- 2010年 日欧舞台芸術交流会「ベニスの商人」（海外）
- 2009年 日欧舞台芸術交流会「ペリクリーズ」（海外）
- 2008年 ドラマリーディング「オッペケペ」
- 2008年 日欧舞台芸術交流会「から騒ぎ」（海外）
- 2007年 日欧舞台芸術交流会「マクベス」（海外）
- 2005年 日欧舞台芸術交流会「トロイラスとクレシダ」（海外）
- 東演「風浪」
- 俳優座劇場プロデュース「風の季節」
- 新国立劇場「棋人 チーレン」

### 映画
- 2019年「ニッポニアニッポン」監督：才谷遼
- 2019年「ドラゴンクエスト ユア・ストーリー」監督：山崎貴
- 2017年「関ヶ原」監督：原田眞人
- 2016年「海賊とよばれた男」監督：山崎貴
- 2016年「太陽の蓋」
- 2015年「日本のいちばん長い日」監督：原田眞人
- 2012年「テンペスト3D」

### テレビ
- 2020年 テレビ朝日「相棒」最終回
- 2019年 WOWOW連続ドラマW「頭取野崎修平」
- 2017年 EX「黒革の手帳」
- 2013年 TX水曜ミステリー9「刑事の証明6」
- 2013年 NHK-BS「かすてぃら」
- 2011年 NHK-BS「テンペスト」
- 2010年 NHK土曜時代劇「桂ちづる診察日録」レギュラー
- 2000年 TBS月曜ドラマスペシャル「冤罪III」
- 2024年4月11日 フジテレビ「Re:リベンジ-欲望の果てに-」第1話 - 医師 役[1]

### ＣＭ
- 2019年 CM「PING」（ゴルフメーカー）
- 2019年 CM「ほっともっと ロースカツ丼」
- 2018年 HIS「ホノルル」
- 2018年 CM「FANCL」（カメラマン役）
- 2018年 エバラ「なべしゃぶ 登場篇」
- 2018年 ホンダ「フリード」
- 2018年 CM「愛知トヨタ」
- 2017年 AEONMOLL新潟南「宇宙より夢中 10周年!」
- 2016年 「吉野家 築地一号店シリーズ」
- 2015年 花王「サクセス」
- 2013年 CM「ne’kur-薬用ネクア-」ナレーション
- 2011年 衛星放送協会地球温暖化防止キャンペーン「STOP!温暖化」
- 2011年 マルエス「おつまみ屋さん」

### 動画
- 2015年 ぐるなび「クラブミシュラン」
- 2013年 警視庁「そのひと言が分かれ道」

### アテレコ
- 「クローザー」クリス 役
- 「太平洋作戦」

### 写真集
- 2012年「はるのおと」撮影：中野愛子